# Manuela Kocher Hirt
Manuela Kocher Hirt (* 11. November 1971; heimatberechtigt in Schwadernau) ist eine Schweizer Politikerin (SP).

## Leben
Manuela Kocher Hirt machte nach einem Sprachaufenthalt in der Romandie eine Ausbildung zur Spitalgehilfin und später zur diplomierten Pflegefachfrau HF. Nach einer mehrjährigen Anstellung im Spitalzentrum Biel bildete sie sich zur Gesundheitsschwester weiter und arbeitete anschliessend in der Klinik Bethesda in Tschugg. 2004 machte Kocher Hirt die Berufsmaturität und anschliessend eine CAS-Weiterbildung in Public Management & Politics an der Berner Fachhochschule. Manuela Kocher Hirt ist verheiratet und hat zwei Kinder. Sie lebt in Worben.

## Politik
Manuela Kocher Hirt ist seit 2012 Mitglied des Gemeinderates (Exekutive) von Worben. Sie wurde 2016 zur Vizegemeindepräsidentin und 2021 zur Gemeindepräsidentin gewählt. 2018 wurde Kocher Hirt in den Grossen Rat des Kantons Bern gewählt, wo sie seit 2018 der Justizkommission und seit 2021 der Gesundheits- und Sozialkommission angehört. Ihre politischen Schwerpunkte liegen in den Bereichen der Gesundheits-, Alters- und Berufspolitik (Pflegeberufe) und der Gleichstellung von Menschen mit Behinderung und von Frauen und Männern.
Manuela Kocher Hirt engagiert sich seit 2001 im Schweizerischen Berufsverband der Pflegefachfrauen und -männer SBK, anfangs als kantonales Vorstandsmitglied, dann als Leiterin der Sozialpartnerschaft und seit 2010 als Mitglied des Zentralvorstandes. Sie ist Verwaltungsrätin der MÜVE Biel-Seeland AG, Vorstandsmitglied der Regionalkonferenz Soziales und Gesundheit und Präsidentin von Autismus Bern.